# Nonères
Nonères est un quartier de la commune de Mont-de-Marsan, dans le département français des Landes.

## Présentation
Le quartier de Nonères occupe la partie nord-est de la commune, de part et d'autre de la Douze. Il est issu de l'ancienne paroisse de Saint-Martin-de-Nonères, qui devient une commune indépendante à la Révolution française, avant de fusionner d'abord avec la commune de Saint-Jean-d'Août puis avec celle de Mont-de-Marsan au XIXe siècle.

### Historique

#### Moyen Âge
La paroisse primitive de Saint- Martin-de-Nonères accueille au Moyen Age le petit hôpital de la commanderie Sainte-Anne du Capcornau, relevant de l'Ordre des Hospitaliers. Situé à l'emplacement de l'actuel hôpital Sainte-Anne de Mont-de-Marsan, il constitue alors la dernière étape des pèlerins de Saint-Jacques-de-Compostelle à l'approche de la cité sur la voie limousine. L'église de Nonères se trouve alors quant à elle à l'extrémité orientale de l'actuelle piste de la Base aérienne 118, près de l'avenue de Canenx. Le pont de la « May-de-Diù », de nos jours disparu, est l'un des plus anciens permettant de franchir la Douze à Nonères et de pénétrer à Mont-de-Marsan par la porte de Roquefort, défendant le quartier du Bourg-Neuf à l'est.

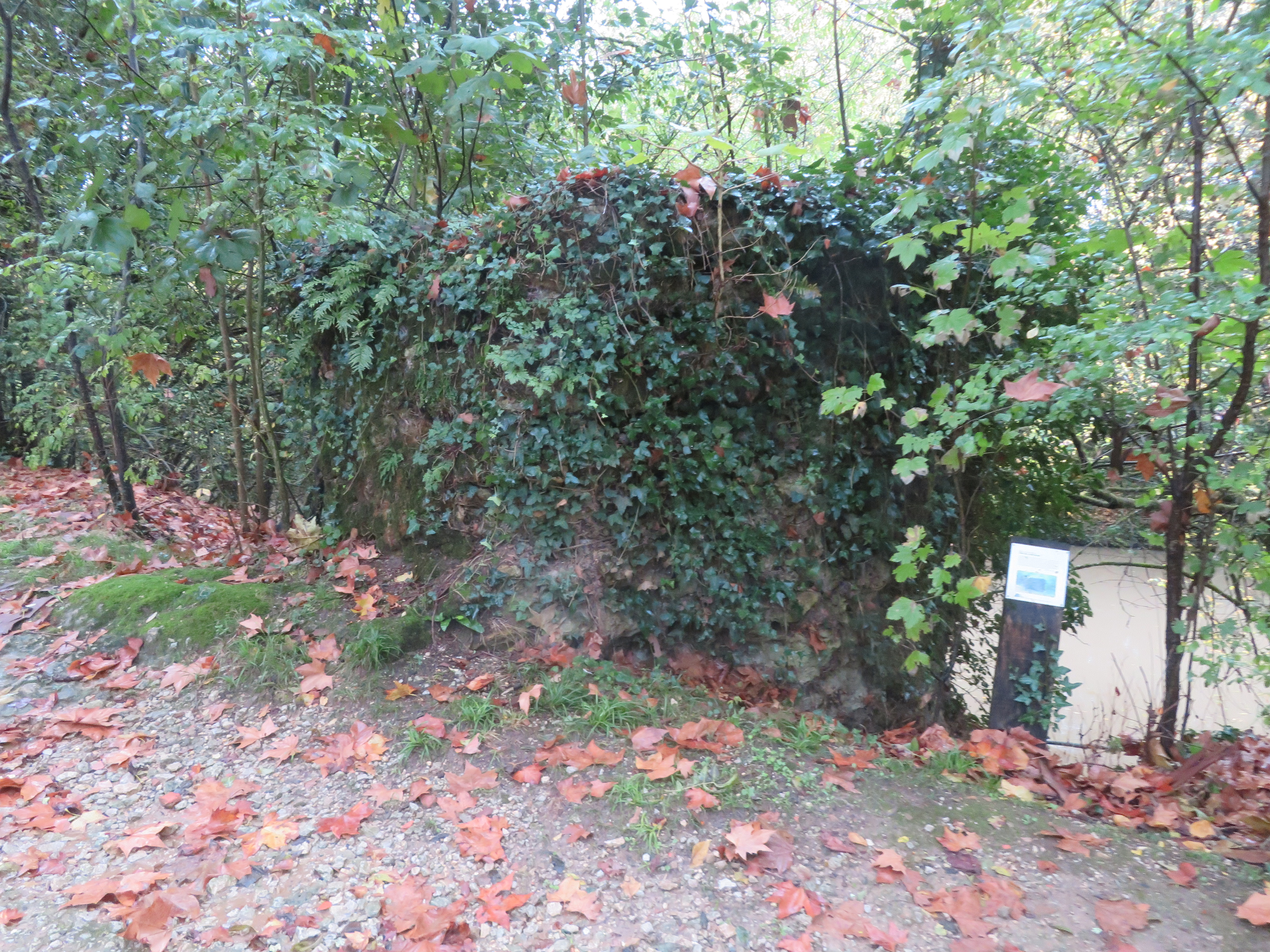
Vestige du pont de la May de Diu

#### XVIIIesiècle
La paroisse Saint-Martin de Nonères est érigée en commune par application du décret du 12 novembre 1789. 

#### XIXesiècle
La commune de Nonères figure sur le cadastre napoléonien de 1811. En 1813, le Conseil général des Landes crée à Nonères la Pépinière départementale, lieu d'expérimentations agricoles. En 1818, l'actuelle place Francis-Planté est aménagée à la place de la métairie Dosque. En 1819, le pont du Lycée est construit en bois sur la Douze. Au cours du XIXe siècle, un « quartier de Port Campet » est situé autour de l'actuelle place Nonères. Doté d'un petit quai implanté au débouché du chemin du Baron sur la Douze, rivière alors flottable de Roquefort à Mont-de-Marsan, il complète les dispositifs du port de Mont-de-Marsan, établi en aval à la confluence avec le Midou.
Le 10 mai 1831, la commune de Nonères perd une partie de son territoire qui est absorbé par Mont-de-Marsan, dont le statut de chef-lieu de département impose d'atteindre une taille critique en surface et en nombre d'habitants. Par l'ordonnance royale du 18 mai 1837, elle fusionne avec la commune limitrophe de Saint-Jean-d'Août pour donner naissance à la nouvelle commune de Saint-Jean-d'Août-et-Nonères. En 1844 est construite la passerelle privée de la Préfecture, permettant de relier la Préfecture des Landes, située sur la rive gauche de la Douze, à ses jardins, situés sur l'autre rive, dans le parc de la Pépinière départementale.
En 1850, l'hippodrome des Grands Pins est aménagée sur la commune de Saint-Jean-d'Août-et-Nonères : la partie Ouest de l'hippodrome est sur Saint-Jean-d'Août, la partie Est, est, avec son centre de formation de lads-jockeys, est sur Nonères.
La commune de Saint-Jean-d'Août-et-Nonères fusionne avec Mont-de-Marsan le 13 juin 1866, qui absorbe également la commune de Saint-Médard-de-Beausse et une partie de Saint-Pierre-du-Mont. Le lycée Victor-Duruy, dont les travaux de constructions débutent à Nonères dès 1863, est inauguré en 1866, année du rattachement à Mont-de-Marsan.
En 1870, le pont du Lycée, réalise en bois en 1819, est reconstruit en pierre. La caserne Bosquet, édifiée dans le quartier, ouvre en 1876. En 1895, la Ville rachète le terrain de la Pépinière départementale et l'aménage un jardin public, le parc de la Pépinière, qui est rebaptisé en 1934 parc Jean Rameau
Au cours du XIXe siècle, Nonères monte ses propres arènes, sur l'actuelle place Francis Planté ou sur la place du Port de Campet (actuelle place Nonères), tandis que la municipalité de Mont-de-Marsan se dotait d'arènes permanentes en 1889, les arènes du Plumaçon.

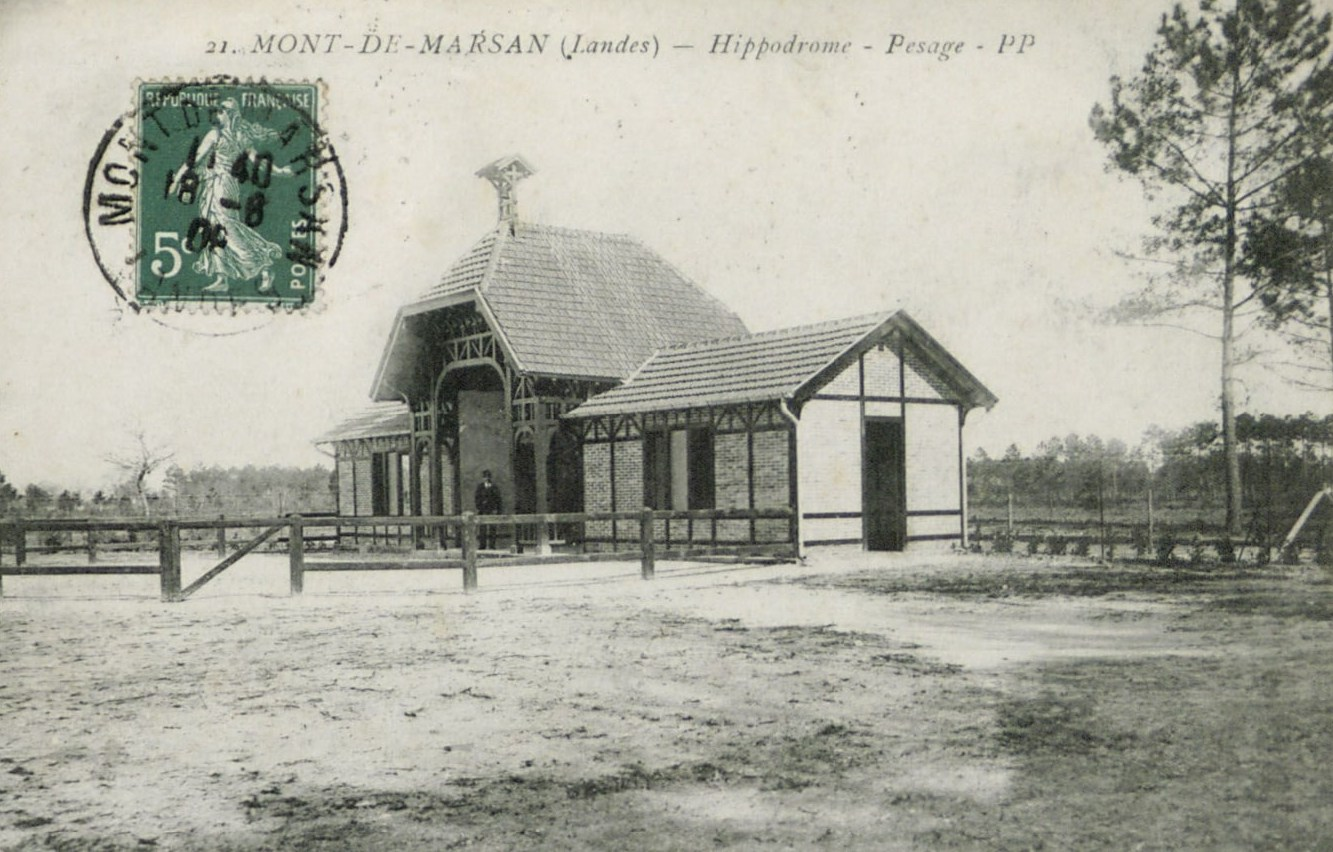
Hippodrome des Grands Pins
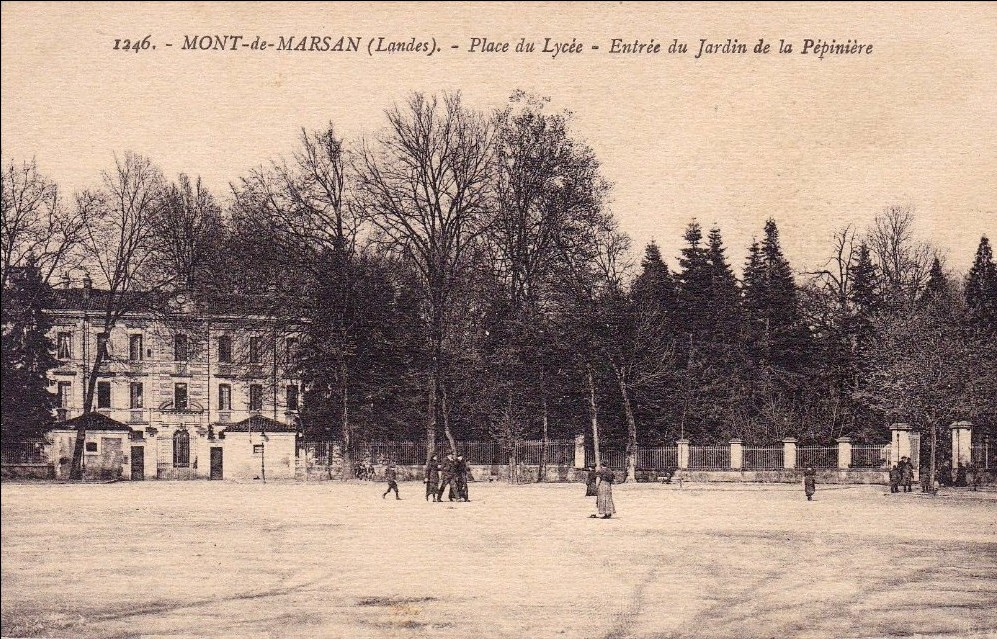
Ancienne place du Lycée (actuelle place Francis Planté), entrée du lycée Victor-Duruy et du parc de la Pépinière

#### XXesiècle
Au cours du XXe siècle, plusieurs bâtiments publics (administration, armée, religion, sport, santé) sont construits dans le quartier de Nonères : le stade de l'Argenté (1910), l'hôpital Sainte-Anne (1912), la partie orientale de la Base aérienne 118 (1945), la cité administrative Nonères, l'église Saint- Vincent-de-Paul (1963) et son cimetière, la gendarmerie mobile (cité Jean Maridor), la cité administrative Bosquet (2006) (incluant notamment les archives départementales des Landes (2007)), etc.

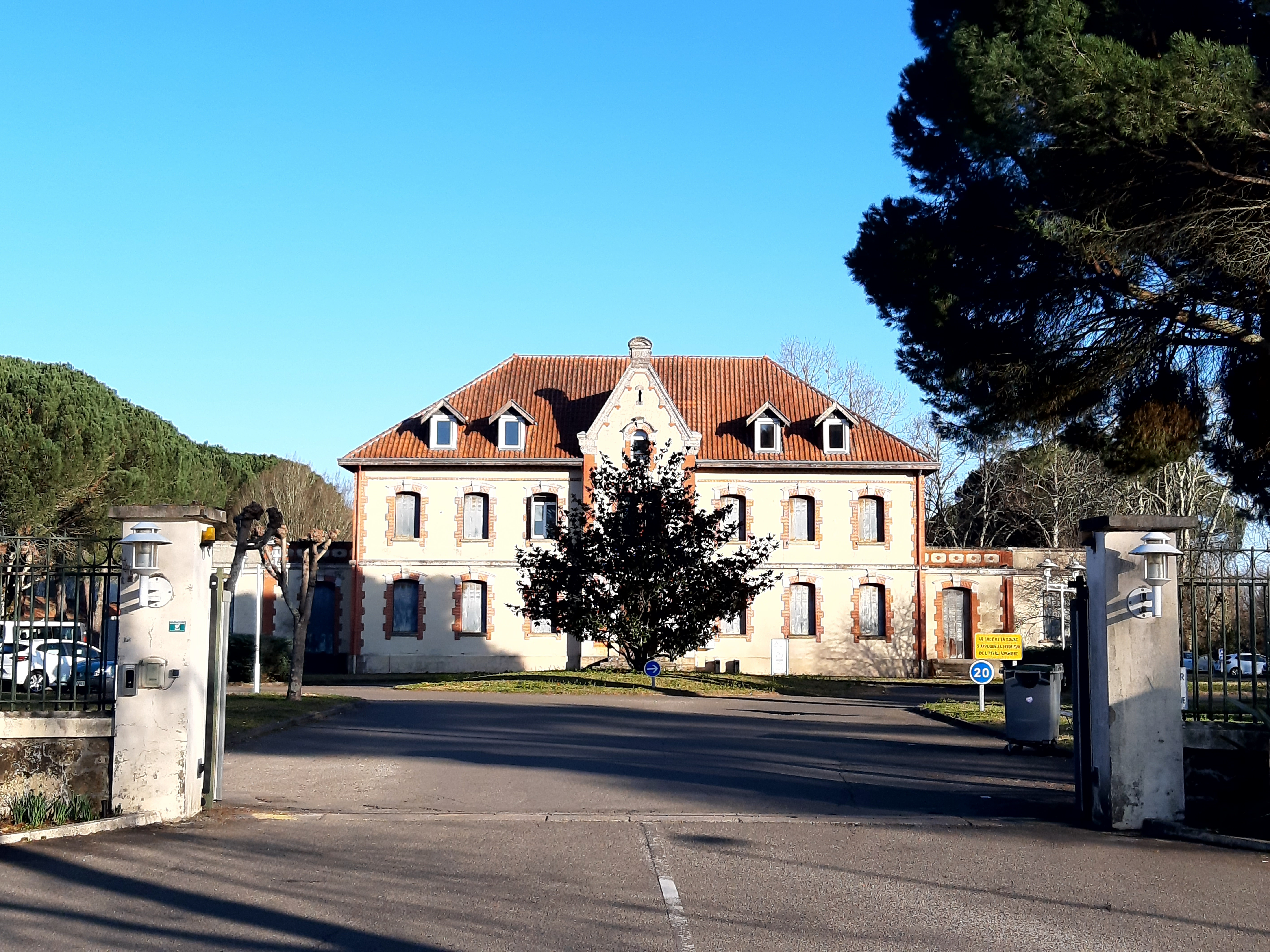
Hôpital Sainte-Anne
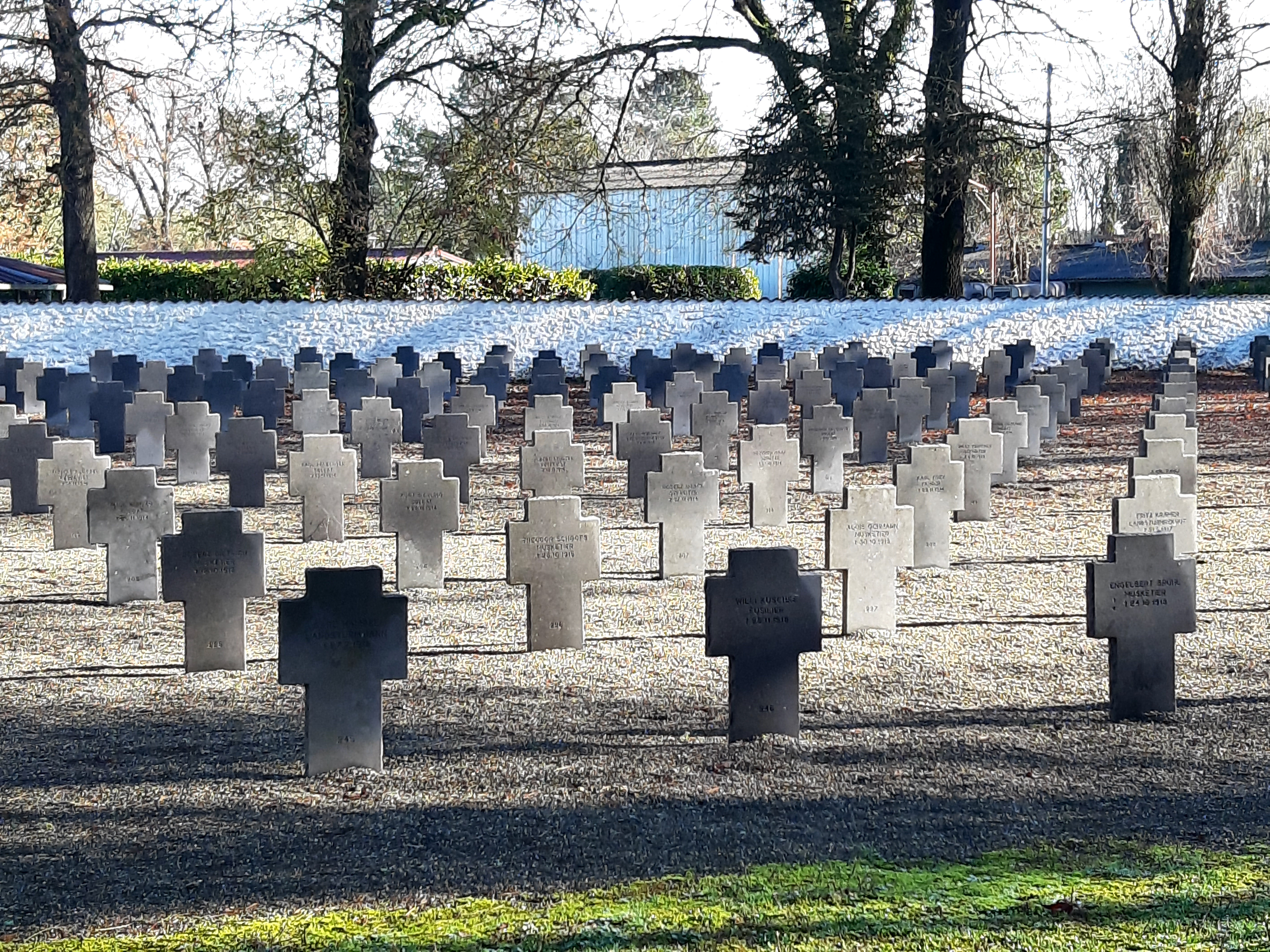
Cimetière militaire allemand de Mont-de-Marsan

## Bâtiments remarquables et lieux de mémoire
- Lycée Victor-Duruy, inauguré en 1866, année du rattachement à Mont-de-Marsan,
- Stade de l'Argenté, inauguré en 1910,
- Hôpital Sainte-Anne, ouvert en 1912,
- Cimetière militaire allemand de Mont-de-Marsan, créé en 1914,
- partie Est de la Base aérienne 118 (1945),
- Église Saint-Vincent-de-Paul, bénie en 1963
- Musée du 34e Régiment d'Infanterie (2006)